# Arturo (estrella)
Arturo (Alfa Bootis / α Boo / 16 Bootis) es la tercera estrella más brillante del cielo nocturno con una magnitud visual de −0.04, después de Sirio (α Canis Majoris) y Canopus (α Carinae); considerando juntas las dos componentes principales de Alfa Centauri, que no se pueden resolver a simple vista, Arturo pasa a ser la cuarta estrella más brillante. Se trata, por tanto, de una de las estrellas más brillantes del hemisferio celeste norte. Su constelación es Bootes, «El Boyero». Se encuentra en la Nube Interestelar Local.
Situada relativamente cerca, a 36.7 años luz del Sol, Arcturus es una única gigante roja de tipo espectral K1.5III-una estrella envejecida de unos 7100 millones de años que ha agotado su hidrógeno central y ha evolucionado fuera de la secuencia principal. Tiene aproximadamente la misma masa que el Sol, pero se ha expandido hasta veinticinco veces su tamaño y es unas 170 veces más luminosa. Su diámetro es de 35 millones de kilómetros. Hasta ahora no se ha detectado ninguna compañera.

## Etimología e historia

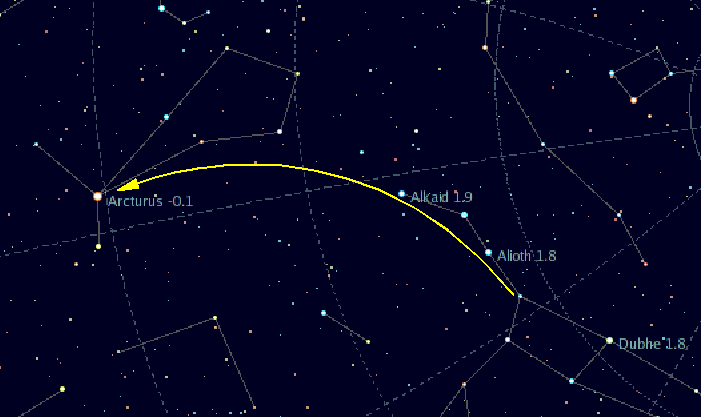
Forma de encontrar a Arturo en el cielo, a partir de la Osa Mayor.

El nombre de Arturo proviene del griego antiguo Ἀρκτοῦρος (Arcturus), «el guardián de la osa» y está relacionado con su proximidad a las constelaciones de la Osa Mayor y la Osa Menor. En árabe recibe el nombre de As-Simāk ar-Rāmiḥ (السماك الرامح), traducible más o menos como «el levantador que pica con lanza». Este nombre, romanizado en el pasado, ha dado lugar a los nombres de Aramec y Azimech, hoy obsoletos. Otro nombre árabe es Ḥāris as-Samā' (حارس السماء), «el que guarda los cielos».
En el antiguo Egipto parece que era conocida como Smat, «el que reina» o «el que gobierna», así como Bau, «el que viene». Un calendario astronómico egipcio del siglo XV a. C. asocia a Arturo con Antares (α Scorpii) en una inmensa figura celestial llamada Menat. Para algunos autores era uno de los astros de culto en los templos del Nilo y en el templo de Venus en Ancona (Italia).
En astronomía hindú corresponde a la nakshatra —una de las mansiones en las que se divide el cielo— de Svātī; allí también se la llamaba Nishṭya, «fuera», posiblemente por su localización boreal lejos del zodíaco. En China era conocida como Ta Kiō, «el gran cuerno», mientras que cuatro pequeñas estrellas cercanas eran Kang Che, «el lago de la sequía».
Es posible que, durante la Edad Media, esta estrella y su relación con las constelaciones de su entorno, caso de Virgo y Crater, inspirase la leyenda del Santo Grial: se identificaría, entonces, con el Rey Arturo, debido a ser el astro más brillante de todo el cielo circumpolar, según propuso en 2019 el investigador español Fernández Pousada.

## Observación
.

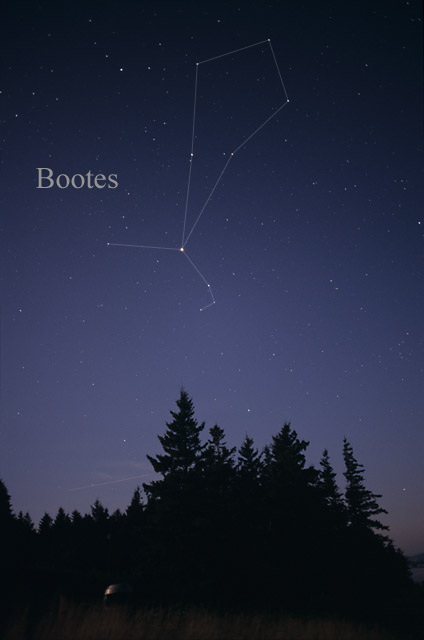
Arcturus es la estrella más brillante de la constelación de Boötes.

Con una  magnitud visual aparente de −0.05, Arcturus es la estrella más brillante del hemisferio norte celeste y la cuarta estrella más brillante del cielo nocturno, después de Sirio (−1.46 magnitud aparente), Canopus (−0.72) y alfa Centauri (magnitud combinada de −0.27). Sin embargo, α Centauri AB es una estrella binaria, cuyos componentes son ambos más débiles que Arcturus. Esto convierte a Arcturus en la tercera estrella individual más brillante, justo por delante de α Centauri A (oficialmente llamada Rigil Kentaurus), cuya magnitud aparente es −0.01. El matemático y astrónomo francés Jean-Baptiste Morin observó Arcturus de día con un telescopio en 1635, una primicia para cualquier estrella que no fuera el Sol y supernovae. Arcturus se ha visto a simple vista al atardecer o justo antes.
Arcturus es visible desde ambos hemisferios de la Tierra, ya que se encuentra a 19° al norte del ecuador celeste. La estrella culmina en la medianoche del 27 de abril, y a las 21 horas del 10 de junio siendo visible durante el final de la primavera boreal o el otoño austral. Desde el hemisferio norte, una forma fácil de encontrar Arcturus es seguir el arco del asa de la Osa Mayor (o Arado). Continuando por este camino, se puede encontrar Espiga, «Arco a Arcturus, luego pico (o acelerar) a Spica». Junto con las estrellas brillantes Espiga y Denebola (o Regulus, dependiendo de la fuente), Arcturus forma parte del asterismo del Triángulo de Primavera. Con Cor Caroli, estas cuatro estrellas forman el asterismo  Gran Diamante.
Ptolomeo describió Arcturus como subrufa («ligeramente roja»): tiene un índice de color B-V de +1.23, aproximadamente a medio camino entre Pollux (B-V +1.00) y Aldebaran (B-V +1.54).
Mufrid, está a sólo 3.3 año luz de distancia de Arcturus, y tendría una magnitud visual −2.5, aproximadamente tan brillante como Mercurio desde la Tierra, mientras que un observador en el primer sistema encontraría a Arcturus tan brillante como  Venus visto desde la Tierra.

## Características físicas

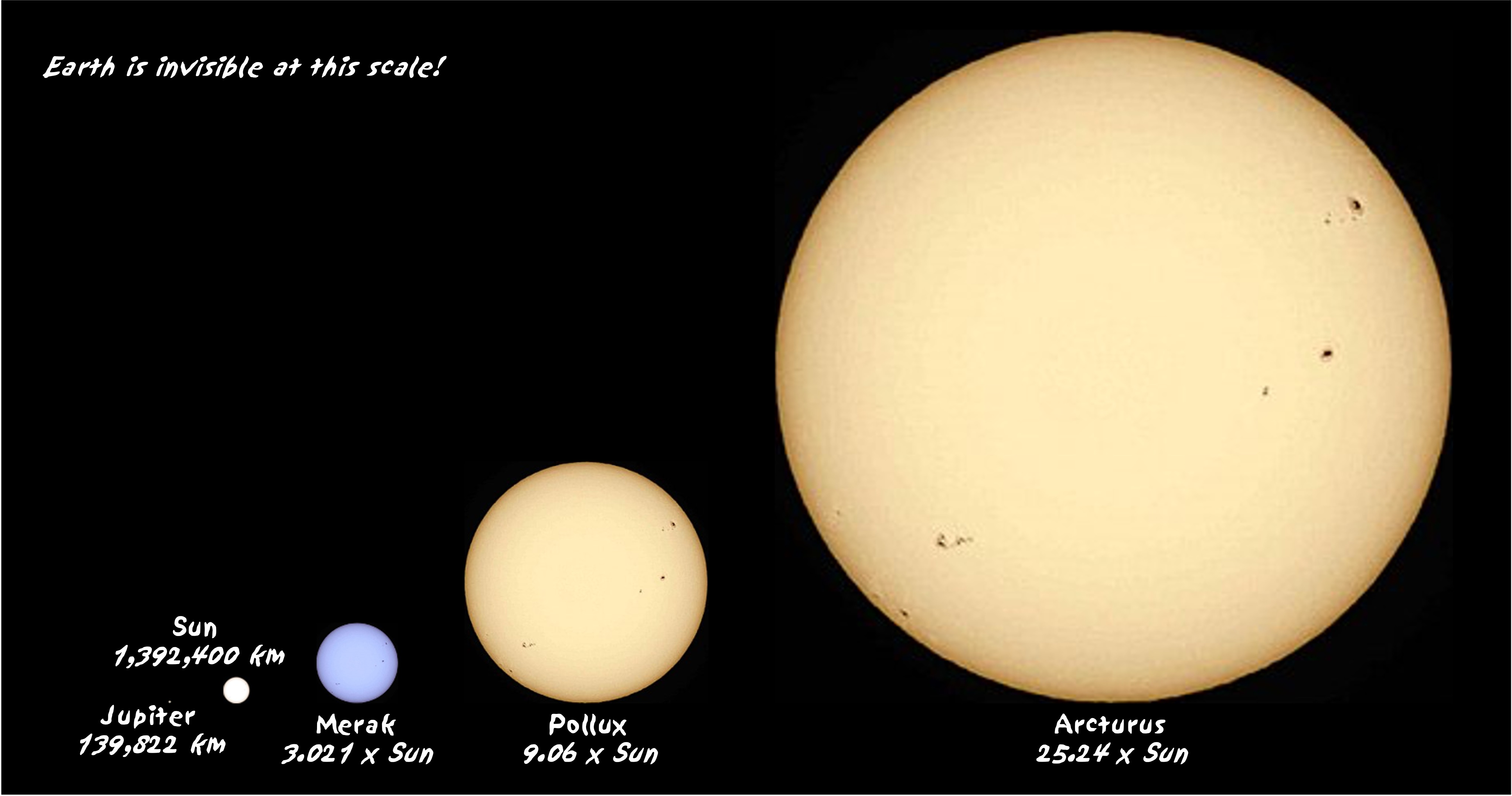
Comparación de tamaño que muestra a Arturo en comparación con Pólux, Merak y el Sol.

Arturo es una gigante naranja de tipo espectral K1.5III, distante 36.7 años luz del sistema solar, la segunda estrella gigante más próxima después de Pólux (β Geminorum). Con una temperatura superficial de 4290 K, es visualmente 113 veces más luminosa que el Sol; pero si se considera la radiación que emite en el infrarrojo, su luminosidad es casi el doble, 215 veces mayor que la solar. Su radio, obtenido a partir de la medida de su diámetro angular (0.0210 segundos de arco), es 25.7 veces más grande que el radio solar. Su masa es aproximadamente un 50 % mayor que la del Sol y se piensa que en su núcleo interno ya ha comenzado la fusión nuclear de helio en carbono. Emite rayos X débiles, lo que sugiere que posee actividad magnética —pudiendo tener una «corona oculta»—, algo inusual en una estrella de sus características. Se sospecha que puede ser una estrella variable, habiendo recibido la denominación de NSV 6603.
La velocidad relativa de Arturo respecto al Sol, mayor que la de otras estrellas brillantes, así como su baja metalicidad —aproximadamente un 28 % de la solar—, sugieren que puede ser una estrella vieja de Población II y un miembro del disco grueso galáctico. Forma parte de un grupo de 53 estrellas que se mueven conjuntamente a través de nuestra galaxia y que recibe el nombre de «Grupo de Arturo». Una interesante teoría sostiene que Arturo, así como el resto de estrellas que forman su grupo, se han formado más allá de los confines de la Vía Láctea; la edad de algunos de sus miembros puede remontarse hasta los 10 000-12 000 millones de años, lo que implicaría que pueden provenir de una galaxia satélite absorbida en el pasado por nuestra propia galaxia.
Como estrella única, la masa de Arcturus no puede medirse directamente, pero los modelos sugieren que es ligeramente superior a la del Sol. La concordancia evolutiva con los parámetros físicos observados da una masa de 1.08 ± 0.06 MSol, mientras que la relación de isótopos de oxígeno para una primera estrella dragada da una masa de masa solar de 1.21 MSol. Dado el estado evolutivo de la estrella, se espera que haya sufrido una importante pérdida de masa en el pasado. La estrella muestra actividad magnética que está calentando las estructuras coronales, y experimenta un ciclo magnético de tipo solar con una duración probablemente inferior a catorce años. Se ha detectado un débil campo magnético en la fotosfera con una intensidad de alrededor de medio gauss. La actividad magnética parece situarse a lo largo de cuatro latitudes y está modulada rotacionalmente.
Se estima que Arcturus tiene alrededor de 6000 a 8500 millones de años, pero existe cierta incertidumbre sobre su estado evolutivo. Con base en la características de color de Arcturus, actualmente está ascendiendo por la rama de las gigantes rojas y continuará haciéndolo hasta que acumule un núcleo de helio degenerado lo suficientemente grande como para encender el  destello de helio. Es probable que haya agotado el hidrógeno de su núcleo y se encuentre ahora en su fase activa de quema de cáscara de hidrógeno. Sin embargo, Charbonnel et al. (1998) la situaron ligeramente por encima de la rama horizontal, y sugirieron que ya ha completado la fase de destello de helio.

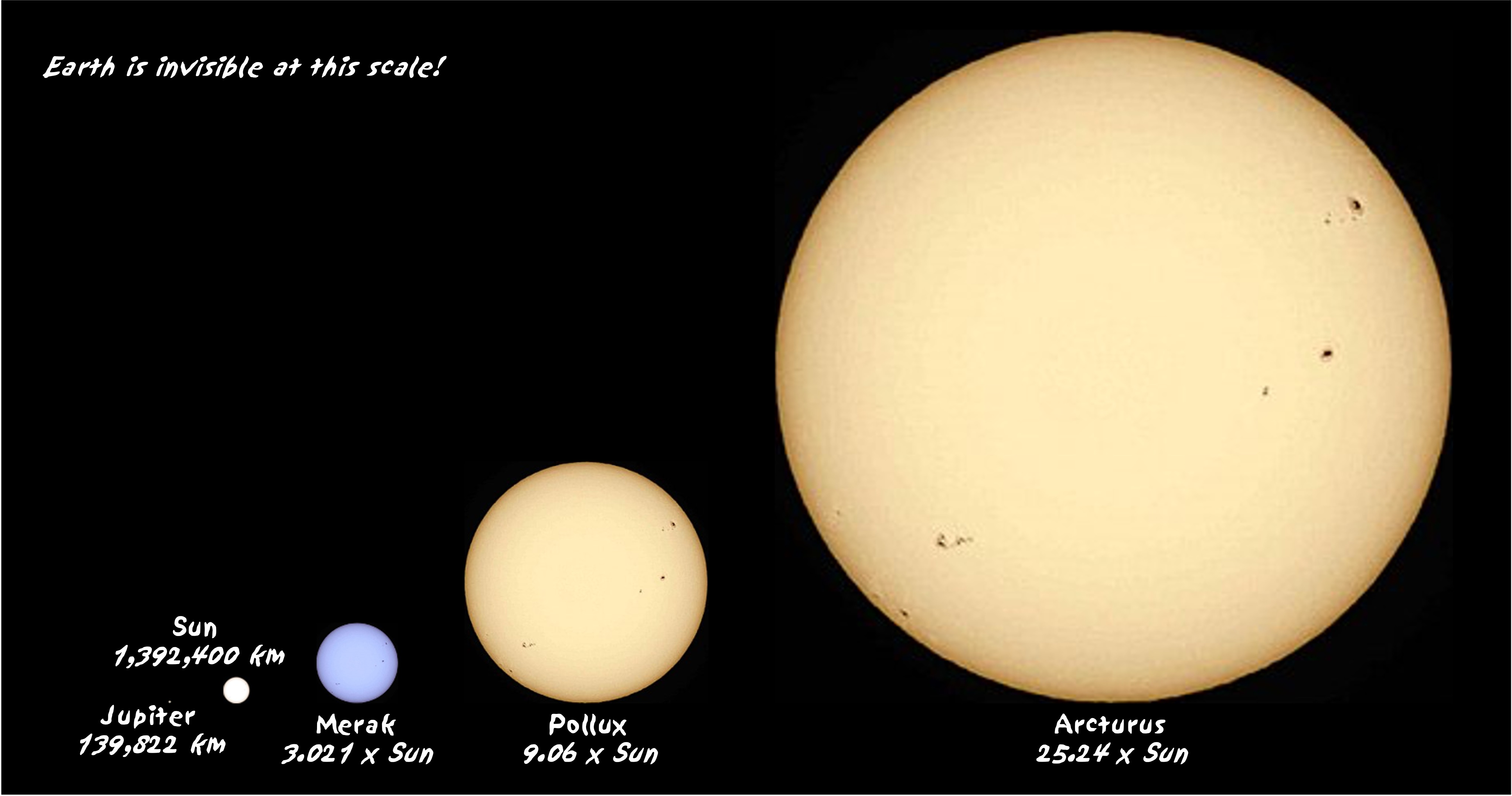
Comparación de tamaños entre el Sol, Beta Ursae Majoris, Pollux, y Arcturus.

.

### Espectro
Arcturus ha evolucionado fuera de la secuencia principal hasta la rama de las gigantes rojas, alcanzando una rápida clasificación estelar de clase K. Con frecuencia se le asigna el tipo espectral K0III, pero en 1989 se utilizó como estándar espectral para el tipo K1.5III Fe-0.5, con la notación sufijo que indica una leve infraabundancia de hierro en comparación con las estrellas típicas de su tipo. Al ser la gigante de tipo K más brillante del cielo, ha sido objeto de múltiples atlas con cobertura desde el ultravioleta hasta el infrarrojo.
El espectro muestra una transición espectacular desde líneas de emisión en el ultravioleta a líneas de absorción atómicas en el rango visible y líneas de absorción moleculares en el infrarrojo. Esto se debe a que la profundidad óptica de la atmósfera varía con la longitud de onda. El espectro muestra una absorción muy fuerte en algunas líneas moleculares que no se producen en la fotosfera sino en una envoltura circundante. El examen de las líneas de monóxido de carbono muestra que el componente molecular de la atmósfera se extiende hacia el exterior hasta 2-3 veces el radio de la estrella, con el viento cromosférico acelerándose bruscamente hasta 35-40 km/s en esta región.
Los astrónomos denominan «metales» a aquellos elementos con número atómicos superiores al helio. La atmósfera de Arcturus tiene un enriquecimiento de elementos alfa en relación con el hierro pero sólo un tercio de la metalicidad solar. Arcturus es posiblemente una estrella de población II.